# Kippe
La kippe è una categoria di elementi della ginnastica artistica effettuati alle parallele asimmetriche, agli anelli, alla sbarra, alle parallele simmetriche e al corpo libero.
Movimento simile a quello effettuato dagli atleti nel salto con l'asta, la kippe non richiede particolare forza fisica. Le varianti della kippe si dividono per attrezzi: 
- la kippe in sospensione, anche chiamata kippe lunga, elemento di sbarra, parallele simmetriche e asimmetriche, che prevede un'oscillazione in posizione di sospensione, passando in posizione retroversa con basculle e arrivo in posizione di appoggio sugli staggi
- la kippe breve elemento di sbarra, anelli, parallele simmetriche e asimmetriche che prevede una partenza in appoggio e, dopo una basculle, un ritorno in posizione di appoggio sugli staggi.
- la kippe di nuca al corpo libero; è un elemento non solo ginnico ma utilizzato anche nella breakdance e nelle arti marziali
- la kippe di testa, o kippe di fronte, elemento che partendo accovacciati in posizione di squat massimo, prevede un passaggio con testa appoggiata al pavimento in verticale con braccia flesse e una successiva estensione delle braccia e capovolgimento del corpo, con arrivo in piedi.